# Xã Landing Creek, Quận Gregory, South Dakota
Xã Landing Creek (tiếng Anh: Landing Creek Township) là một xã thuộc quận Gregory, tiểu bang Nam Dakota, Hoa Kỳ. Năm 2010, dân số của xã này là 17 người.